# Odontaspis noronhai
Espèce
Statut de conservation UICN

 LC  : Préoccupation mineure
Répartition géographique
Le Requin noronhai (Odontaspis noronhai) est une espèce très rare de Lamniformes de la famille des Odontaspididés, il est possiblement présent dans les océans du monde entier. C'est un requin de grande taille qui mesure au moins jusqu'à 3 m 60 de longueur, il dispose d'un long museau bulbeux, de grands yeux orange sans membranes nictitante et d'une large gueule avec la dentition proéminente. On le distingue de son cousin, le requin féroce, par ses dents qui n'ont qu'une pointe latérale de chaque côté et par sa couleur brun sombre uniforme.
Habitant du plateau continental et des eaux océaniques, à des profondeurs allant de 60 à 1 000 m, le requin noronhai doit probablement faire des mouvements de migration verticale et horizontale entre plusieurs zones pélagiques. Il se nourrit essentiellement de poissons osseux et de calamars, ses gros yeux et sa coloration sombre suggèrent qu'il passe le plus clair de son temps dans la zone mésopélagique. Il est certainement vivipare avec des embryons pratiquant l'oophagie comme d'autres Lamniformes. Il est parfois capturé à de rares occasions par les pêcheurs commerciaux.